# Herrarnas ringar i gymnastik vid olympiska sommarspelen 1988
Herrarnas ringar i gymnastik vid olympiska sommarspelen 1988 avgjordes den 18-24 september i Olympic Gymnastics Arena.

## Medaljörer
| Gren             | Guld                              | Silver       | Brons                    |
| Herrarnas ringar | Holger Behrendt Östtyskland       | Ingen utsedd | Sven Tippelt Östtyskland |
| Herrarnas ringar | Dmitrij Bilozertjev Sovjetunionen | Ingen utsedd | Sven Tippelt Östtyskland |

## Resultat

### Final
| Placering | Gymnast                   | C     | O      | C+O    | Kval  | Final | Totalt |
| --------- | ------------------------- | ----- | ------ | ------ | ----- | ----- | ------ |
|           | Holger Behrendt (GDR)     | 9.900 | 10.000 | 19.900 | 9.950 | 9.975 | 19.925 |
|           | Dmitrij Bilozertjev (URS) | 9.950 | 10.000 | 19.950 | 9.975 | 9.950 | 19.925 |
|           | Sven Tippelt (GDR)        | 9.900 | 9.950  | 19.850 | 9.925 | 9.950 | 19.875 |
| 4         | Kalofer Christozov (BUL)  | 9.900 | 9.900  | 19.800 | 9.900 | 9.925 | 19.825 |
| 4         | Valeri Liukin (URS)       | 9.900 | 9.950  | 19.850 | 9.925 | 9.900 | 19.825 |
| 6         | Lou Yun (CHN)             | 9.800 | 9.900  | 19.700 | 9.850 | 9.950 | 19.800 |
| 6         | Juri Chechi (ITA)         | 9.800 | 9.900  | 19.700 | 9.850 | 9.950 | 19.800 |
| 8         | Gyorgy Guczoghy (HUN)     | 9.850 | 9.900  | 19.750 | 9.875 | 9.825 | 19.700 |